# Wrackmuseum

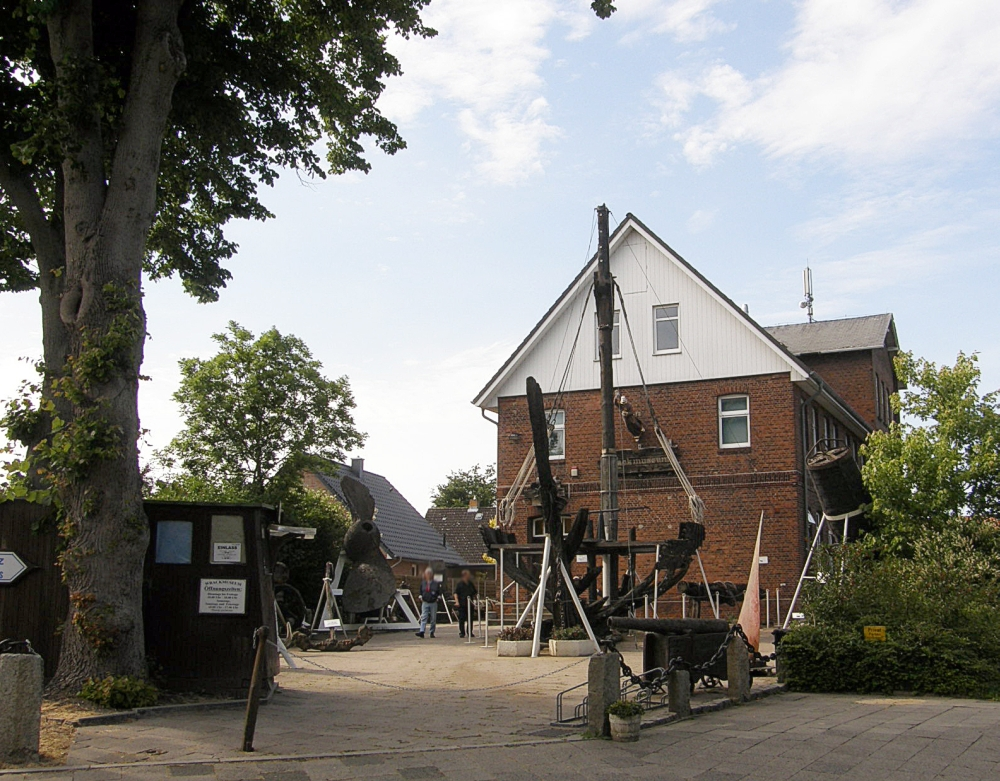
Der Eingang zum ehemaligen Wrackmuseum

Das Wrackmuseum war ein im Juni 1980 eröffnetes Museum in Cuxhaven.
Das Wrackmuseum stellte maritime Stücke von Schiffen aus, die im Raum der Deutschen Bucht, Ems, Weser und der Elbe untergegangen waren. Das Museum verfügte über etwa 1500 Exponate. Grundlage der Sammlung war die Privatsammlung von Peter Baltes. 1978 hatte sie der Privatsammler in der Ausstellung Aus gesunkenen Schiffen erstmals öffentlich in Cuxhaven gezeigt. Der Rat der Stadt beauftragte ihn daraufhin mit dem Aufbau des Museums, das dann 1980 seine Tore öffnete.
Das Wrackmuseum ist seit Februar 2013 geschlossen. Anfang Dezember 2013 wurde es mit dem Cuxhavener Fischereimuseum zum Windstärke 10 – Wrack- und Fischereimuseum Cuxhaven vereinigt.